# Ryōta Nakano
Ryōta Nakano (中野 量太 Nakano Ryōta?) (nacido en Kioto en 1973) es un director de cine japonés, que ha escrito y dirigido películas como Her Love Boils Bathwater (2016) o Los Asada (2020).

## Biografía
Ryōta Nakano nació en 1973 y creció en Kioto.  Su padre falleció cuando tenía 6 años y fue criado por su madre. Decidió ser cineasta después de dejar la universidad, cuando tenía unos 23 años, aunque hasta entonces no había mostrado gran interés por el cine. Se inscribió en la Escuela de Cine de Japón, y como estudiante viajó a la India para hacer una película estudiantil, que más tarde influiría en Her Love Boils Bathwater.
Tras dejar la escuela de cine, comenzó trabajando como asistente de dirección, pero perdió la confianza después de ser despedido de su puesto en medio de un rodaje, por lo que abandonaría la industria por un tiempo. Más tarde retomó el trabajo como director, y comenzó participando en programas de televisión menores antes de decidir intentar dirigir películas de manera seria. Para lograrlo, se endeudó para financiar Capturing Dad, rodada en 2012. La película ganó varios premios y obtuvo el elogio de la crítica en Japón, lo que lo animó a seguir en la industria.
Su siguiente película, estrenada en 2016, fue Her Love Boils Bathwater, que obtuvo elogios de la crítica tanto en Japón como en el extranjero. Desde entonces, sus películas han sido seleccionadas frecuentemente para festivales de cine de todo el mundo, y han sido nominadas y ganado varios premios.  
Sus películas a menudo giran en torno a la muerte y su efecto sobre las personas. En particular, suelen centrarse en la unidad familiar y los desafíos que enfrenta.

## Premios y nominaciones
Al principio de su carrera, su película As We Go Cheering Our Flaming Lives recibió un premio en el Tama New Wave Grand Prix y el Premio Shohei Imamura de la Escuela de Cine de Japón.
Ganó el premio al Mejor Director en el Festival Internacional de Cine Digital SKIP City en 2012 con la película Capturing Dad. 
En 2017, Her Love Boils Bathwater fue nominada a seis categorías en los Premios de la Academia Japonesa, entre ellas Mejor Película del Año, Director del Año y Mejor Guion. Las actrices Rie Miyazawa y Hana Sugisaki obtuvieron el premio a Mejor Actriz Protagonista y Mejor Actriz de Reparto respectivamente por sus papeles en dicha película.

## Filmografía
- As We Go Cheering Our Flaming Lives (バンザイ人生まっ赤っ赤。) (2000)
- Rocket Punch (ロケットパンチを君に!) (2006) (cortometraje)
- Capturing Dad (チチを撮りに) (2012)
- Her Love Boils Bathwater (湯を沸かすほどの熱い愛) (2016)
- A Long Good-Bye (長いお別れ) (2019)
- Los Asada (浅田家!) (2020)